# Mar Sutra (Exilarch)
Mar Sutra, auch Mar Sutra II. (* um 495; † um 520), war Exilarch, d. h. Führer der baylonischen Judenschaft, zu Beginn des 6. Jahrhunderts.
Sein Leben findet sich vielfach legendarisch ausgeschmückt, wobei vieles des ebenfalls legendarisch verklärten Lebens des deutlich späteren Bostanai auf ihn übertragen wurde.

## Leben
Mar Sutra war Sohn des den Verfolgungen durch den Perserkönig Peroz zum Opfer gefallenen Exilarchen Huna, führte – bereits als Fünfzehnjähriger zum Exilarchen eingesetzt – den siegreichen jüdischen Aufstand gegen die Perser und erkämpfte eine kurze Unabhängigkeit der persischen Juden in einem kleinen, unabhängigen Staat mit der Hauptstadt Machusa.
Bereits sieben Jahre später wurden Mar Sutra und sein Großvater, Mar Chanina, von den Persern gefangen genommen und hingerichtet. Ihre Leichen wurden an der Brücke von Machusa gut sichtbar befestigt.
Unter Kobad (518–531) waren die dortigen Juden wieder strengen Verfolgungen ausgesetzt.
Einige Familienmitglieder des Exilarchenhauses hatten fliehen können. Mar Sutras Sohn, der den gleichen Namen wie der Vater trug (Mar Sutra bar Mar Sutra = Mar Sutra III.), wurde wegen seiner hervorragenden Gelehrsamkeit Resch Pirka (Vorsitzender eines Gelehrtenkollegiums) in Palästina.